# Monumento del Genocidio de Srebrenica
El Monumento del Genocidio de Srebrenica es un complejo memorial y cementerio en Srebrenica (Bosnia y Herzegovina) creado para honrar a las víctimas del genocidio de Srebrenica de 1995. Las víctimas eran musulmanes bosnios.
Para julio de 2012, 6.838 víctimas del genocidio han sido identificadas a través de análisis de ADN de las partes del cuerpo que se recuperaron de las fosas comunes y 5.657 víctimas han sido enterradas.
El complejo memorial y cementerio tuvo un costo de 5.800.000 dólares pagados con donaciones de grupos privados y de varios gobiernos. Los Estados Unidos proporcionaron $ 1 millón  de dólares para el proyecto. El monumento fue inaugurado con la presencia del expresidente de Estados Unidos, Bill Clinton, el 20 de septiembre de 2003.